# Big Mama’s Haus
Big Mama’s Haus (Originaltitel: Big Momma’s House) ist eine Filmkomödie aus dem Jahr 2000 von Regisseur Raja Gosnell mit Martin Lawrence in der Hauptrolle. 2006 erschien eine Fortsetzung unter dem Titel Big Mama’s Haus 2 und 2011 eine weitere Fortsetzung unter dem Titel Big Mama’s Haus – Die doppelte Portion.

## Handlung
Malcolm Turner ist FBI-Agent und bekannt dafür, dass er sich bei seinen Ermittlungen bis zur Unkenntlichkeit verkleiden kann. Zusammen mit seinem Kollegen John wird er beauftragt, Lester Vesco aufzuspüren, der gerade aus dem Gefängnis ausgebrochen ist. Vesco wurde zu einer lebenslangen Freiheitsstrafe verurteilt, nachdem er bei einem Bankraub zwei Menschen ermordete – der Verbleib der Millionen-Beute aus dem Bankraub konnte jedoch nie ermittelt werden. Über dessen Ex-Freundin Sherry Pierce, die man verdächtigt, seine Komplizin gewesen zu sein, versuchen sie nun an ihn heranzukommen. Diese hat jedoch überstürzt mit ihrem Sohn Trent ihre Wohnung verlassen, als sie vom Ausbruch erfuhr. Die nächste bekannte Verwandte von Sherry ist deren Großmutter Hattie Mae Pierce, die in Cartersville lebt. In einem Haus gegenüber beziehen die beiden Agenten Stellung. Als Hattie Mae ihr Haus verlässt, dringt Malcolm bei ihr ein und platziert versteckte Kameras und Mikrophone im Haus.
Als Hattie Mae später für zwei Wochen die Stadt verlässt, um einer Freundin zu helfen, bietet sich für die beiden die Gelegenheit, auch ihr Telefon anzuzapfen. Als sie in ihrem Haus sind, klingelt das Telefon von Hattie Mae und ihre Enkeltochter Sherry spricht auf ihren Anrufbeantworter, dass sie gerade in der Nähe sei und gerne vorbeigekommen wäre. In diesem Moment geht Malcolm mit verstellter Stimme ans Telefon und tut so, als wäre er Hattie Mae, der sie zu sich einlädt. Malcolm verkleidet sich als Hattie Mae, auch mithilfe einer Maske, die Hattie Mae sehr stark ähnelt. Als Sherry mit ihrem Sohn ankommt, versucht er Informationen über Vesco herauszubekommen, was nicht gelingt. Später findet man die Beute aus dem Bankraub in einer Kiste von Sherrys Sohn versteckt, Sherry beteuert jedoch, davon nichts gewusst zu haben. Eines Tages kommt die echte Hattie Mae wieder zurück, zugleich hat Vesco den Aufenthaltsort von Sherry herausgefunden und erscheint dort ebenfalls. Malcolm gelingt es schließlich Vesco festzunehmen, Sherry ist jedoch enttäuscht, dass Malcolm sie die ganze Zeit angelogen hat und sie offenbar für mitschuldig hielt. Später besucht Malcolm einen Gottesdienst in der Kirche, bei dem auch Sherry anwesend ist. Er gesteht ihr vor allen Leuten seine Liebe und beide küssen sich.

## Hintergrund
- Die Produktionskosten wurden auf rund 30 Millionen US-Dollar geschätzt. Der Film spielte in den Kinos weltweit rund 174 Millionen US-Dollar ein, davon rund 117 Millionen US-Dollar in den USA.[2]
- Die Dreharbeiten begannen am 21. Januar 2000 und endeten am 6. April 2000. Gedreht wurde in Orange und Los Angeles.[3]
- Kinostart in den USA war am 2. Juni 2000, in Deutschland am 27. Juli 2000.[4]

## Kritiken
„Neulich war ich [...] im WOM [...] und erblickte da zwei wonniglich orthographisch inkorrekte Schilder: »Deutsche Video’s« und »Englische Video’s« (sic!). Warum ich das erzähle? Weil gegen diese pluralistischen Totalaussetzer der possessive Deppen-Apostroph im deutschen Verleihtitel Big Mama’s Haus sich noch geradezu Grundschulabschluss-verdächtig ausnimmt. Und wir also gleichnishaft lernen dürfen: Es kann immer noch schlimmer kommen. Auch bei Big Momma’s House hätte es noch deutlich schlimmer kommen können: Der Film könnte länger sein.“

„Das ist Humor Marke Charleys Tante mit kräftigen Silikon-Einlagen. Bei dieser extrem flachen Komödie gibt es nicht viel zu lachen. Die meisten werden dies allerdings erst im Kino merken. Eine Besonderheit stellt das deutsche Geld dar, dass [sic!] Taurus Film in diese Spitzenproduktion steckte.“

„Hirn- und humorloser Komödienversuch. Die vermeintlichen Gags beruhen allein darauf, dass sich ein dünner junger Mann als dicke alte Frau verkleidet.“

## Auszeichnungen
- Richard Gibbs gewann bei der Verleihung der BMI Film & TV Awards 2001 einen Preis für die Filmmusik.
- Martin Lawrence war bei den MTV Movie Awards 2001 in der Kategorie Beste komödiantische Darbietung nominiert.
- Bei den Nickelodeon Kids’ Choice Awards 2001 war der Film in der Kategorie Lieblingskinofilm und Martin Lawrence in der Kategorie Lieblingsschauspieler nominiert.